# Golden Globe-galan 2008
Den 65:e upplagan av Golden Globe Awards, som belönade insatser inom TV och film från 2007, sändes inte under en ceremoni på grund av Writers Guild of America-strejken som varade mellan 2007 och 2008. Istället tillkännagavs vinnarna vid en presskonferens den 13 januari 2008.

## Vinnare och nominerade
Vinnarna listas i fetstil.

### Filmer
| Bästa film - drama | Bästa film - musikal eller komedi |
| --- | --- |
| - Försoning - American Gangster - Eastern Promises - The Great Debaters - Michael Clayton - No Country for Old Men - There Will Be Blood | - Sweeney Todd: The Demon Barber of Fleet Street - Across the Universe - Charlie Wilson's War - Hairspray - Juno                                                                                                 |
| Bästa manliga huvudroll - drama | Bästa kvinnliga huvudroll - drama |
| - Daniel Day-Lewis – There Will Be Blood - Denzel Washington – American Gangster - James McAvoy – Försoning - Viggo Mortensen – Eastern Promises - George Clooney – Michael Clayton | - Julie Christie – Away from Her - Keira Knightley – Försoning - Jodie Foster – The Stranger Inside - Cate Blanchett – Elizabeth: The Golden Age - Angelina Jolie – A Mighty Heart                               |
| Bästa manliga huvudroll - musikal eller komedi | Bästa kvinnliga huvudroll - musikal eller komedi |
| - Johnny Depp – Sweeney Todd: The Demon Barber of Fleet Street - Tom Hanks – Charlie Wilson's War - Ryan Gosling – Lars and the Real Girl - Philip Seymour Hoffman – Familjen Savage - John C. Reilly – Walk Hard: The Dewey Cox Story | - Marion Cotillard – La vie en rose – berättelsen om Edith Piaf - Amy Adams – Förtrollad - Nikki Blonsky – Hairspray - Ellen Page – Juno - Helena Bonham Carter – Sweeney Todd: The Demon Barber of Fleet Street |
| Bästa manliga biroll | Bästa kvinnliga biroll |
| - Javier Bardem – No Country for Old Men - Casey Affleck – Mordet på Jesse James av ynkryggen Robert Ford - Philip Seymour Hoffman – Familjen Savage - John Travolta – Hairspray - Tom Wilkinson – Michael Clayton | - Cate Blanchett – I'm Not There - Saoirse Ronan – Försoning - Julia Roberts – Charlie Wilson's War - Amy Ryan – Gone Baby Gone - Tilda Swinton – Michael Clayton                                                |
| Bästa regi | Bästa manus |
| - Julian Schnabel – Fjärilen i glaskupan - Ridley Scott – American Gangster - Joe Wright – Försoning - Ethan Coen & Joel Coen – No Country for Old Men - Tim Burton – Sweeney Todd: The Demon Barber of Fleet Street | - No Country for Old Men – Ethan Coen & Joel Coen - Försoning – Christopher Hampton - Charlie Wilson's War – Aaron Sorkin - Juno – Diablo Cody - Fjärilen i glaskupan – Ronald Harwood                           |
| Bästa sång | Bästa musik |
| - "Guaranteed" (Eddie Vedder) – Into the Wild - "That's How You Know" (Alan Menken och Stephen Schwartz) – Förtrollad - "Grace Is Gone" (Clint Eastwood och Carole Bayer Sager) – Grace Is Gone - "Despedida" (Antonio Pinto och Shakira) – Kärlek i kolerans tid - "Walk Hard" (Marshall Crenshaw, John C. Reilly, Judd Apatow och Jake Kasdan) – Walk Hard: The Dewey Cox Story | - Förtrollad – Dario Marianelli - Eastern Promises – Howard Shore - Grace Is Gone – Clint Eastwood - Into the Wild – Michael Brook, Kaki King och Eddie Vedder - Flyga drake – Alberto Iglesias                  |
| Bästa animerade film | Bästa utländska film |
| - Råttatouille - Bee Movie - The Simpsons: Filmen | - Fjärilen i glaskupan - 4 månader, 3 veckor och 2 dagar - Flyga drake - Persepolis - Lust, Caution |

### Television
| Bästa TV-serie - drama | Bästa TV-serie - musikal eller komedi |
| --- | --- |
| - Mad Men - Big Love - Damages - Grey's Anatomy - House - The Tudors | - Extras - 30 Rock - Californication - Entourage - Pushing Daisies |
| Bästa manliga huvudroll i en TV-serie - drama | Bästa kvinnliga huvudroll i en TV-serie - drama |
| - Jon Hamm – Mad Men - Bill Paxton – Big Love - Michael C. Hall – Dexter - Hugh Laurie – House - Jonathan Rhys Meyers – The Tudors                                             | - Glenn Close – Damages - Sally Field – Brothers & Sisters - Kyra Sedgwick – The Closer - Patricia Arquette – Medium - Minnie Driver – The Riches - Holly Hunter – Saving Grace - Edie Falco – Sopranos        |
| Bästa manliga huvudroll i en TV-serie - musikal eller komedi | Bästa kvinnliga huvudroll i en TV-serie - musikal eller komedi |
| - David Duchovny – Californication - Alec Baldwin – 30 Rock - Ricky Gervais – Extras - Steve Carell – The Office - Lee Pace – Pushing Daisies                                  | - Tina Fey – 30 Rock - Anna Friel – Pushing Daisies - Christina Applegate – Samantha Who? - America Ferrera – Ugly Betty - Mary-Louise Parker – Weeds                                                          |
| Bästa manliga huvudroll i en miniserie eller TV-film | Bästa kvinnliga huvudroll i en miniserie eller TV-film |
| - Jim Broadbent – Longford - James Nesbitt – Jekyll - Jason Isaacs – The State Within - Adam Beach – Bury My Heart at Wounded Knee - Ernest Borgnine – A Grandpa for Christmas | - Queen Latifah – Life Support - Ruth Wilson – Jane Eyre - Debra Messing – The Starter Wife - Bryce Dallas Howard – Som ni behagar - Sissy Spacek – Pictures of Hollis Woods                                   |
| Bästa manliga biroll i en TV-serie, miniserie eller TV-film | Bästa kvinnliga biroll i en TV-serie, miniserie eller TV-film |
| - Jeremy Piven – Entourage - William Shatner – Boston Legal - Ted Danson – Damages - Donald Sutherland – Dirty Sexy Money - Kevin Dillon – Entourage - Andy Serkis – Longford  | - Samantha Morton – Longford - Rachel Griffiths – Brothers & Sisters - Rose Byrne – Damages - Katherine Heigl – Grey's Anatomy - Jaime Pressly – My Name Is Earl - Anna Paquin – Bury My Heart at Wounded Knee |
| Bästa miniserie eller TV-film | |
| - Longford - The Company - Five Days - The Starter Wife - Bury My Heart at Wounded Knee                                                                                        | |